# Bodenseekreis
Bodenseekreis – powiat w Niemczech, w kraju związkowym Badenia-Wirtembergia, w rejencji Tybinga, w regionie Bodensee-Oberschwaben. Stolicą powiatu jest miasto Friedrichshafen. Sąsiaduje z powiatami: Sigmaringen, Lindau (Bodensee), Konstancja. Na południu graniczy ze Szwajcarią.

## Podział administracyjny
W skład powiatu wchodzi:
- pięć gmin miejskich (Stadt)
- 18 (pozostałych) gmin (Gemeinde)
- trzy wspólnoty administracyjne (Vereinbarte Verwaltungsgemeinschaft)
- cztery związki gmin (Gemeindeverwaltungsverband)

| Lp. | Nazwa miasta    | Ludność (31.12.2013) | Powierzchnia [km²] |
| --- | --------------- | -------------------- | ------------------ |
| 1   | Friedrichshafen | 57 961               | 69,91              |
| 2   | Markdorf        | 13 289               | 40,92              |
| 3   | Meersburg       | 5627                 | 12,08              |
| 4   | Tettnang        | 18 348               | 71,22              |
| 5   | Überlingen      | 22 046               | 58,67              |

| Lp. | Nazwa gminy            | Ludność (31.12.2013) | Powierzchnia [km²] |
| --- | ---------------------- | -------------------- | ------------------ |
| 1   | Bermatingen            | 3852                 | 15,45              |
| 2   | Daisendorf             | 1567                 | 2,44               |
| 3   | Deggenhausertal        | 4061                 | 62,18              |
| 4   | Eriskirch              | 4652                 | 14,58              |
| 5   | Frickingen             | 2886                 | 26,46              |
| 6   | Hagnau am Bodensee     | 1397                 | 2,93               |
| 7   | Heiligenberg           | 2959                 | 40,77              |
| 8   | Immenstaad am Bodensee | 6317                 | 9,26               |
| 9   | Kressbronn am Bodensee | 8305                 | 20,42              |
| 10  | Langenargen            | 7728                 | 15,26              |
| 11  | Meckenbeuren           | 13 007               | 31,90              |
| 12  | Neukirch               | 2635                 | 26,58              |
| 13  | Oberteuringen          | 4451                 | 20,06              |
| 14  | Owingen                | 4241                 | 36,73              |
| 15  | Salem                  | 11 043               | 62,70              |
| 16  | Sipplingen             | 2113                 | 4,28               |
| 17  | Stetten                | 1029                 | 4,30               |
| 18  | Uhldingen-Mühlhofen    | 7936                 | 15,66              |

| Lp. | Nazwa wspólnoty administracyjnej | Ludność (31.12.2010) | Powierzchnia [km²] | Liczba gmin |
| --- | -------------------------------- | -------------------- | ------------------ | ----------- |
| 1   | Friedrichshafen                  | 65 085               | 79,10              | 2           |
| 2   | Tettnang                         | 21 307               | 97,80              | 2           |
| 3   | Überlingen                       | 28 124               | 99,68              | 3           |

| Lp. | Nazwa związku gmin                           | Ludność (31.12.2010) | Powierzchnia [km²] | Liczba gmin |
| --- | -------------------------------------------- | -------------------- | ------------------ | ----------- |
| 1   | Eriskirch-Kressbronn am Bodensee-Langenargen | 20 504               | 50,26              | 3           |
| 2   | Markdorf                                     | 25 627               | 138,61             | 4           |
| 3   | Meersburg                                    | 17 548               | 37,41              | 5           |
| 4   | Salem                                        | 16 728               | 127,93             | 3           |